# Musical Demonstrations Pt.1
Musical Demonstrations Pt.1 – pierwszy solowy minialbum Davida Hodgesa wydany w 2000 roku.

## Twórcy
- David Hodges - śpiew, teksty, tło wokalu, fortepian, keyboard, gitara akustyczna
- Ben Moody - gitara elektryczna, gitara basowa
- Josh Hartzler - teksty
- Hannah Hodges - tło wokalu
- Penny Hodges - flet
- Stuart Springer - gitara akustyczna
- Jeremy Upchurch - teksty
- Brad Riggins - tło wokalu, keyboard
- Julie Riggins - tło wokalu
- Neal Watson - tło wokalu, perkusja
- Kendall Combes - gitara akustyczna, gitara elektryczna
- Casey Gerber - gitara basowa
- Randy Boyd - miksowanie
- Chris Freeis - miksowanie

## Lista utworów
1. "He Is Running To Me" – 3:39
2. "Thursday" – 4:42
3. "Fly" – 3:48
4. "Crowd Of Me" – 5:16